# Golfpark De Purmer
Golfclub de Purmer is een Nederlandse golfclub, opgericht in 1989 door Burggolf. De leden spelen op de golfbaan 'de Purmer' in de Purmer-polder, Purmerend.
Er waren in 1989 reeds 27 holes, ontworpen door Tom McAuley.
In 2001 werd de baan overgenomen door BurgGolf. Er werden meteen 9 holes bijgemaakt, weer door Tom McAuley ontworpen. In het jaar daarop kwamen er nog eens 9 holes bij, ditmaal van Bruno Steensels.
In 2021 werd bekend dat de golfbaan in de toekomst mogelijk moet plaatsmaken voor woningbouw.
In september 2024 is BurgGolf De Purmer overgenomen door de Hollandsche Golfbaan Exploitatie Maatschappij (HGE) en maakt zij sindsdien deel uit van de Hollandsche Golfclub.

## Trivia
- In 1992 won de Engelsman John Coe het eerste Dutch Challenge Open, dat werd verspeeld op de Purmer. Paul Eales verbeterde het baanrecord met een ronde van 64 (-8). In 1993 werd het evenement geannuleerd vanwege financiële problemen op de Purmer. De bank had het clubhuis tijdelijk leeggehaald. In 1994 werd het toernooi op Het Rijk van Nijmegen verspeeld.
- In 2003 won de Zweed Johan Edfors het Fortis Dutch Challenge Open op Golfbaan de Purmer.
- In 2006 werd het 11e Ronald McDonald Golftoernooi gespeeld op Purmerend.